# Bocchoris telphusalis
Bocchoris telphusalis là một loài bướm đêm trong họ Crambidae.